# William Andersen
William Wallace Anderson (Edimburg, Escòcia, 27 de juny de 1858 – Le Houlme, Sena Marítim, 26 d'abril de 1923) va ser un jugador de criquet escocès, que va competir a finals del segle xix i primers de xx. El 1900 va prendre part en els Jocs Olímpics de París, on guanyà la medalla de plata en la competició de Criquet a XII com a integrant de l'equip francès.